# Grupul Român de Luptă Getica
Grupul Român de Luptă „Getica” (în engleză Romanian Battlegroup Getica) este o unitate de voluntari pro-Ucraina care luptă în timpul invaziei rusești din Ucraina. Este formată din cetățeni din România și Republica Moldova. Unitatea este numită după Getica, o legendară relatare romană a geților, poporul indigen din România.

## Istoric
Grupul Român de Luptă „Getica” a fost creat în septembrie 2023 ca parte a Legiunii Internaționale. Gruparea de Luptă Getica susține că a luat naștere ca o unitate de români din Ucraina care de atunci s-a extins pentru a accepta cetățeni din România și Moldova motivați „să țină Rusia cât mai departe de granițele României și Moldovei”. Fiecare membru al unității are un salariu lunar de 3.000 de euro. Unitatea a susținut că a fost implicată într-o campanie de dezinformare împotriva serviciilor secrete rusești, raportând că au petrecut războiul ca o forță auxiliară în Nicolaev „dând impresia că nu am făcut prea multe pentru efortul de război”, când în realitate au planificat incursiuni în Rusia timp de luni de zile.
Grupul de luptă este condus de un român care poartă indicativul „Getotac”. Unitatea a fost implicată într-o incursiune pe teritoriul rusesc din Ucraina, în pădurile de la nord-vest de orașul Grayvoron⁠(d). Pe 20 martie, Getica a raportat presei românești că erau conștienți de faptul că autoritățile ruse au un mandat de căutare pe numele lor, deoarece Ministerul rus de Interne a „arestat” 700 de voluntari străini în Abhazia pentru că erau „mercenari”, Getica a glumit că au mers la secțiile de poliție din Rusia, dar nu au găsit pe nimeni la care să se predea. De asemenea, ei au raportat că unul dintre membrii lor, „Rabbit”, s-a angajat în „mai multe ore” de luptă singur pentru a proteja membrii răniți ai grupului de luptă. Ambasada Rusiei la București susține că 784 de români s-au oferit voluntari să lupte în Ucraina și că 349 au fost uciși. Ministerul Afacerilor Interne din România a negat raportul, susținând că este o campanie de dezinformare rusească.
Radu Hossu, un milblogger⁠(d) român care a obținut Ordinul Ucrainean de Merit Clasa III pentru eforturile sale de mobilizare a sprijinului din partea românilor și de strângere de fonduri pentru Ucraina, a contribuit la fondarea Grupului de Luptă. El a afirmat că unitatea lupta în 2024 în pădurile din Belgorod pentru a dezactiva echipamentul militar rusesc, și nu pentru a ocupa regiunea, specialitățile grupului de luptă fiind recunoașterea, culegerea de informații și operațiunile cu drone; și că unitatea nu a înregistrat pierderi umane până pe 21 martie a acelui an.